# Ephraim Gottlob Hoffmann
Ephraim Gottlob Hoffmann (* 7. Oktober 1738 in Schmiegel; † 22. Mai 1787 in Zamość, Habsburgermonarchie) war der erste evangelisch-lutherische Pfarrer in Lemberg.

## Leben
Ephraim Gottlob Hoffmann wuchs als Sohn des Kaufmanns Caspar Hoffmann und dessen Frau Maria Elisabeth, geborene Adelt, auf. Diese war eine Tochter des lutherischen Pfarrers von Schmiegel.
1778 ging er nach Lemberg, um dort als erster die Pfarrstelle der neuen lutherischen Gemeinde zu besetzen. Er betreute dabei auch die Gemeinden in Zaleszczyki, Zamość und Brody, die er mindestens zweimal im Jahr besuchen musste. Während er 1779 und 1780 nur jeweils zwei Taufen im Jahr hatte, waren es 1784 bereits 27.
1787 starb er in Zamość.